# Ruska arka (2002.)
"Ruska arka" (rus. "Русский ковчег") - film ruskog redatelja Aleksandra Sokurova. Film je bio snimljen u Zimskom dvorcu 23. prosinca 2001. za 1 sat 27 minuta i 12 sekundi u jednom kadru (s ponavljanjem snimka), tj. bez zaustavljanja kamere i bez montažnog reza. Dotad su sa snimanjem u jednom kadru eksperimentirali Max Ophüls (film Vrtuljak), Alfred Hitchcock (film Uže) i Mike Figgis (film Timecode).
Ruska arka je prvi umjetnički dugometražni film, snimljen bez korištenja montaže, koji govori o povijesti Zimskog dvorca. Čuveni muzej se tumači kao svojevrsna arka - središte svog kulturnog i duhovnog naslijeđa Rusije.
Svjetska premijera se održala u natjecateljskom programu festivala u Cannesu, no film nije osvojio nijednu nagradu. Ruska premijera u Ermitažu je održana 27. svibnja 2002., na 300-godišnjicu Sankt Peterburga. U Rusiji se pojavio samo u dvije dvorane, no zato je u SAD-u postigao veliku popularnost.

## Radnja
U zimskom dvorcu se zateknu dvojica putnika u prostoru i vremenu. Jedan od njih (Sergej Drejden) je francuski markiz iz prve polovice 19. stoljeća (sudeći po svemu, radi se o markizu Astolpheu se Custineu, čuvenom rusofilu i rusofobu istovremeno). Drugi putnik (A. Sokurov) je naš suvremenik, Peterburžanin, koji za gledatelja ostaje nevidljiv: čuje se samo njegov glas. Ova dva bestjelesna duha, najčešće nevidljiva za okolinu, živo raspravljaju o svemu što im se nađe na putu.
Stranac ispočetka s visine gleda na rusku povijest i kulturu, naglašavajući njezinu drugorazrednost u usporedbi s europskom, dok njegov suputnik gleda na povijest zemlje kao domoljub. Zajedno s junacima filma gledatelji ulaze u tri stoljeća povijesti Zimskog dvorca, upoznavajući se sa životom njegovih stanara i gostiju (uključujući Petra I., Katarinu Veliku, Puškina, Nikolu I., obitelj Nikole II.), te postanu svjedocima ključnih događaja u životu Ermitaža: od blistavih otmjenih balova do surovih dana opsade Lenjingrada.

## Uloge
- Sergej Doncov (Drejden) - Putnik (Markiz de Custine)[4]
- Aleksandr Sokurov - suputnik markiza
- Boris Smolkin - Nesselrode
- Marija Kuznjecova - Katarina II. Velika
- Leonid Mozgovoj - špijun

U masovki je sudjelovalo više od 800 ljudi. Kao i u svojim drugim filmovima (npr. Usamljeni glas čovjeka), Aleksandr Sokurov se pojavljuje i kao jedan od likova, no, kao i uvijek, on se ne vidi: čuje se samo njegov glas. On igra glavnu ulogu - suputnika markiza de Custinea.

## Jedinstvenost filma
Sokurov je bio zamislio film kao pokušaj da "jednim udisajem" uvuče "tok vremena". Na dan snimanja Zimski je dvorac bio zatvoren za posjetitelje. Osnovni je problem bio u tome što se pri takvom načinu snimanja nikakva greška ne može ispraviti montažom. Zamisao su uspjeli ostvariti tek iz trećeg pokušaja nakon sedam mjeseci proba.
Jedinstvenost filma se temelji na upotrebi stabilizatora kamere (eng. steadicam). Primjena sustava stabilizacije daje efekt leta u prostorima iza Drejdenovog lika. Snimatelj Tilman Büttner je morao proći hodnicima Ermitaža 1,3 kilometra, noseći na sebi stabilizator i kameru s monitorom i akumulatorima koji su zajedno težili 35 kilograma. Film je bio snimljen 23. prosinca 2001. za 1 sat 27 minuta i 12 sekundi u jednom kadru (s ponavljanjem snimka), tj. bez zaustavljanja kamere i bez montažnog reza. To je postalo moguće zahvaljujući pojavi digitalne kamere, čije vrijeme nije ograničeno trajanjem kazete s filmskom vrpcom, kao kod klasične filmske kamere. 
Tehnička posebnost Ruske arke sastoji se u tome što je to prvi igrani dugometražni film snimljen bez sažimanja podataka, u formatu HDTV. Film je bio sniman na tvrdi disk s pomoću sustava Director’s Friend.

## Uspjeh
Filmski kritičari u Europi su Rusku arku dočekali vrlo suzdržano, dok su u Sjevernoj Americi bili oduševljeni - film je bio nagrađen za slikovito rješenje na međunarodnom filmskom festivalu u Torontu (2002.). Film je doživio uspjeh u raznim zemljama, te je sveukupno zaradio gotovo 7 milijuna dolara (polovicu tog iznosa samo u Sjevernoj Americi), što je, prema ocjeni ruskog filmskog kritičara i filmologa Andreja Plahova, "bez presedana, kao prvo, za Rusa, kao drugo, za art film".
Ruska arka je jedini ruski (postsovjetski) film koji se nalazi na popisu najboljih filmova u povijesti časopisa Sight & Sound, koji se sastavlja jednom u 10 godina na temelju ankete 846 najpoznatijih svjetskih filmskih kritičara. Evo odaziva nekih od kritičara:
- Richard Corliss: "Nije isključeno da je to jednostavno najveći, najdrskiji, najlukaviji trik u povijesti kinematografije... Pokušaj da se obuhvati tri stoljeća ruske povijesti - careva i običnih ljudi, koji su živjeli, služili, plesali, patili i umirali u raskošnim dvoranama i vijugavim hodnicima".[14]
- Roger Ebert: "Jedna od najbolje sukcesivno otjelotvorenih ideja koje sam vidio na ekranu. Kad se u kinematografiji ponekad pojavi nešto sanjarenja, iz njega probudi montažni rez. 'Ruska arka' tone u maštanje koje traje stoljećima".[1]
- Dave Kehr: "Film je remek-djelo filmskog inženjerstva makar u čisto organizacijskom planu - kako omogućiti neprekidno kretanje kamere, dijalog između likova u prednjem planu i prelijevanje pri intenzivnoj masovki, ne računajući na pomoć montaže?"[15]
- Steven Holden: "Zavirivanje u ključanicu prošlosti dozvoljava da se ona doživi kao nešto što se nalazi pokraj i istovremeno na udaljenosti, kao nešto što je u konačnici nepopravljivo: koliko života, koliko ljepote je nestalo u magli vremena!"[6]
- Jim Hoberman: "Vrtoglavi ples uz glazbu vremena. pun nestašnih anakronizama i kronoloških pomaka".[7]
- Jonathan Rosenbaum: "Jedno od najdojmljivijih tehničkih dostignuća u povijesti kinematografije. Mi tek počinjemo shvaćati njegov grandiozni značaj".[16]

## Analiza
Kako je primijetio Hoberman, film Sokurova je sušta suprotnost filma Oktobar Ejzenštejna (također snimljenog u Zimskom dvorcu) i općenito ranoj sovjetskoj klasici koja se temelji na krajnjoj gustoći montaže (Čovjek s filmskom kamerom D. Vertova). Časopis The New York Times piše da se uza svu vanjsku ljepotu redatelj ne zatvara u kule bjelokosne, te na kraju filma "aludira na povijesnu kratkovidnost privilegiranih elita" koje su nesmotreno zatvarale oči na užas kmetstva koji ih je okruživao, te su u konačnici postali žrtve revolucijske pobune.